# Les Océanides
Aallottaret
Les Océanides op. 73 est un poème symphonique de Jean Sibelius composé en 1914, immédiatement avant sa Cinquième symphonie, à la suite d'une commande du Festival de Norfolk (Connecticut). L'œuvre évoque les esprits des eaux des mythologies grecques et nordiques (le titre original finnois est Aallottaret).

## Historique
La première version en 3 mouvements date de 1913. Le premier mouvement de cette version a disparu. La première exécution des mouvements 2 et 3 a eu lieu le 19 septembre 2002 et le 20 à Lahti.
La seconde version (en ré bémol majeur) date de 1914 et a été créée à Lahti le 24 octobre 2002 par le Lahti Symphony Orchestra dirigé par Osmo Vänskä.
La version finale (en ré majeur) date de mai 1914 et ne comporte qu'un mouvement. La première eut lieu à Norfolk aux États-Unis le 4 juin 1914 sous la direction du compositeur.

## Instrumentation
| Instrumentation des Océanides                                                                                      |
| Cordes |
| premiers violons, seconds violons, altos, violoncelles, contrebasses, 2 harpes                                     |
| Bois |
| 2 flûtes, 1 piccolo, 2 hautbois, 2 clarinettes si bémol, 1 clarinette basse en si bémol, 2 bassons, 1 contrebasson |
| Cuivres |
| 4 cors en fa, 3 trompettes en si, 3 trombones                                                                      |
| Percussions |
| timbales, triangle                                                                                                 |